# Џон Гудман
Џон Гудман (енгл. John Goodman; 20. јун 1952) амерички је позоришни, телевизијски и филмски глумац и комичар. Гудман се прославио улогом Дена Конера у ситкому Розен (1988—1997) која му је донела награду Златни глобус за најбољег глумца у хумористичкој серији. Његову филмску каријеру обележила је учестала сарадња са браћом Коен и упечатљиве споредне улоге у њиховим филмовима Подизање Аризоне, Бартон Финк, Велики Лебовски, О, брате, где си? и У глави Луина Дејвиса.
Неке од значајнијих филмских улога остварио је у филмовима Породица Кременко, Посрнули, Уметник, Јако гласно и невероватно близу и Арго. Гудман је позајмљивао глас у неколицини анимираних филмова, међу којима су Удружење монструма и наставак Универзитет за монструме, као и филм Царев нови фазон. Што се тиче телевизије, од 2013. игра главну улогу у ТВ серији Alpha House, а такође је и један од најчешћих домаћина скеч-комедије Saturday Night Live.

## Филмографија
| Година           | Српски назив                           | Оригинални назив                            | Улога                          | Напомене       |
| ---------------- | -------------------------------------- | ------------------------------------------- | ------------------------------ | -------------- |
| Филмски пројекти |                                        |                                             |                                |                |
| 1984             | К. Х. С. П.                            | C.H.U.D.                                    | полицајац у ресторану          |                |
| 1987             | Подизање Аризоне                       | Raising Arizona                             | Гејл Сноатс                    |                |
| 1989             | Море љубави                            | Sea of Love                                 | детектив Шерман Туи            |                |
| 1990             | Арахнофобија                           | Arachnophobia                               | Делберт Маклинток              |                |
| 1991             | Бартон Финк                            | Barton Fink                                 | Чарли Медоуз                   |                |
| 1998             | Посрнули                               | Fallen                                      | Џонси                          |                |
| 1998             | Велики Лебовски                        | The Big Lebowski                            | Волтер Собчак                  |                |
| 2000             | О, брате, где си?                      | O Brother, Where Art Thou?                  | Данијел „Биг Ден” Тиг          |                |
| 2000             | Царев нови фазон                       | The Emperor's New Groove                    | Пача                           | глас           |
| 2001             | Удружење монструма                     | Monsters, Inc.                              | Џејмс П. „Сали“ Саливан        | глас           |
| 2005             | Царев нови фазон 2: Кронков нови фазон | Kronk's New Groove                          | Пача                           | глас           |
| 2006             | Аутомобили                             | Cars                                        | Џејмс П. „Сали“ Саливан камион | гласовни камео |
| 2009             | Исповести купохоличарке                | Confessions of a Shopaholic                 | Грејам Блумвуд                 |                |
| 2011             | Уметник                                | The Artist                                  | Ал Зимер                       |                |
| 2011             | Јако гласно и невероватно близу        | Extremely Loud and Incredibly Close         | вратар Стен                    |                |
| 2012             | Паранорман                             | ParaNorman                                  | господин Пенрегаст             | глас           |
| 2012             | Гласајте за мене                       | The Campaign                                | Скот Тали                      | камео          |
| 2012             | Повртака у игру                        | Trouble with the Curve                      | Пит Клајн                      |                |
| 2012             | Арго                                   | Argo                                        | Џон Чемберс                    |                |
| 2012             | Лет                                    | Flight                                      | Харлинг Мејс                   |                |
| 2013             | У глави Луина Дејвиса                  | Inside Llewyn Davis                         | Роланд Тарнер                  |                |
| 2013             | Мамурлук 3                             | The Hangover Part III                       | Маршал                         |                |
| 2013             | Млађи референти                        | The Internship                              | Семи Боско                     | камео          |
| 2013             | Универзитет за монструме               | Monsters University                         | Џејмс П. „Сали“ Саливан        | глас           |
| 2014             | Операција: Чувари наслеђа              | The Monuments Men                           | Волтер Гарфилд                 |                |
| 2014             | Трансформерси: Доба изумирања          | Transformers: Age of Extinction             | Хаунд                          | глас           |
| 2016             | Улица Кловерфилд број 10               | 10 Cloverfield Lane                         | Хауард Стамблер                |                |
| 2017             | Конг: Острво лобања                    | Kong: Skull Island                          | Вилијам Ранда                  |                |
| 2017             | Атомска плавуша                        | Atomic Blonde                               | Емет Курцфелд                  |                |
| 2017             | Трансформерси: Последњи витез          | Transformers: The Last Knight               | Хаунд                          | глас           |
| 2017             | Валеријан и царство хиљаду планета     | Valerian and the City of a Thousand Planets | Игон Сирус                     | глас           |